# Hedwig Schmitz-Schweicker
Hedwig Schmitz-Schweicker (* 19. Jahrhundert auf Korfu; † 20. Jahrhundert) war eine deutsche Sängerin.

## Leben
Ludwig Curtius berichtet in seinen Jugenderinnerungen, die beiden Schwestern Schweicker seien auf Korfu geboren, früh Vollwaisen geworden und in Lindau von einer Tante aufgezogen worden, die regelmäßig mit den Mädchen zur Sommerfrische nach Hindelang gereist sei, wo sie beim „Salzfaktor“ Quartier genommen hätten. Dort habe er Hedwig als Kind kennengelernt und Jahre später wiedergetroffen und mit ihr musiziert: „Wunderschön“, sagte ich, „Hedwig, haben sie [sic!] das gesungen. Jeder Ton saß richtig. Aber [...] das Ganze bleibt zu kühl [...] mehr Leidenschaft.“ Die alte Tante [...] saß strickend neben dem Klavier, um uns zu überwachen. „Ach, Herr Doktor“, sagte sie, „lassen wir’s mit Leidenschaft, die kommt früh genug von selber.“ - Sie kam auch mit allen Bitternissen. Aber Hedwig wurde später die erste große Hugo-Wolf-Sängerin in Deutschland.
Laut einer Kritik in der Zeitschrift „Die Musik“ sang Hedwig Schweicker im Rahmen eines Konzerts in der Johanneskirche in Stuttgart zusammen mit dem Sänger Berger 1904 geistliche Lieder Wolfs; wenige Jahre später war in dieser Zeitschrift zu lesen: „Liederabende der Altistin Metzger-Proitzheim, ferner von Lula Mysz-Gmeiner und Hedwig Schmitz-Schweicker konnten nur früher schon des Öfteren festgestellte günstige Urteile bestätigen [...]“
Am 3. Juni 1909 sang Hedwig Schmitz-Schweicker in der Uraufführung des Teils „Ja, du bist elend“ aus Opus 13 von Othmar Schoeck in Stuttgart.
Seit ihrer Eheschließung mit dem Architekten Bruno Schmitz, dessen zweite Gattin sie war, trat die Sängerin unter dem Namen Hedwig Schmitz-Schweicker auf.